# Гази Хюсрев бей джамия
Гази Хюсрев бей джамия или само Беговата джамия (на босненски: Gazi Husrev-begova džamija) e мюсюлмански храм в Сараево. Поради големината ѝ архитектурните ѝ качества джамията е сред най-значителните паметници на ислямската архитектура в Босна и Херцеговина.

## История
Построена е през 1530 година по поръчка на бейлербея на Босненския санджак Хюсрев бей, на мястото на стар кладенец. Джамията е изградена по проект на известния мимар Синан, а строежът ѝ е дело на дубровнишки майстори. Има квадратна форма, която е увенчана с кубе с диаметър 13 м и височина 16 м. От четирите ѝ страни има има полукубета и по-малки кубета. Интериорът на джамията е бил богато украсен и излъчва специфична атмосфера. В двора на джамията има шадраван, който се използва за ритуално измиване преди молитва. Днешният облик и купол на мюсюлманския храм датира от 1893 година. В двора на джамията в сенките на столетни липи има две тюрбета, в които са погребани Хюсрев бей и неговия приближен Мурат бей Тардич.
Недалеч от джамията се намират часовникова кула и медресе. Тя е сред многото обществени сгради, построени от благодетелят на Сараево Гази Хюсрев бей. Това е първата джамия в света, която е била електирфицирана още през далечната 1898 година.

### Разрушване и възстановяване
По време на Обсадата на Сараево сръбските сили целенасочено обстрелват много от паметниците на културата на града, като джамии, музеи и библиотеки. Като най-големият и най-известният мюсюлмански храм в Сараево Гази Хюсрев бей джамия е силно разрушена по време на войната. Възстановена е през 1996 година с външна помощ. По този повод професор Майкъл Селс от Колежа Хейвърфорд обвинява реставраторите (чиито пари в голямата си част са с произход от Саудитска Арабия) в опит за прокарване на течението на уахабизма. Преди реконструкцията, интериорът на джамията е бил много по-сложен и орнаментиран. Днес стените ѝ са просто бели, голяма част от детайлите, артистичността, и цветовете липсват. Пълното възстановяване и пребоядисване на джамията започва през 2000 година. То е дело главно на Хазим Нуманагич, известен босненска калиграф.

## Галерия
- Двора на джамията
- Интериор
- Тюрбето на Хюсрев бей
- Пощенска картичка от 1900 година